# Duewag B

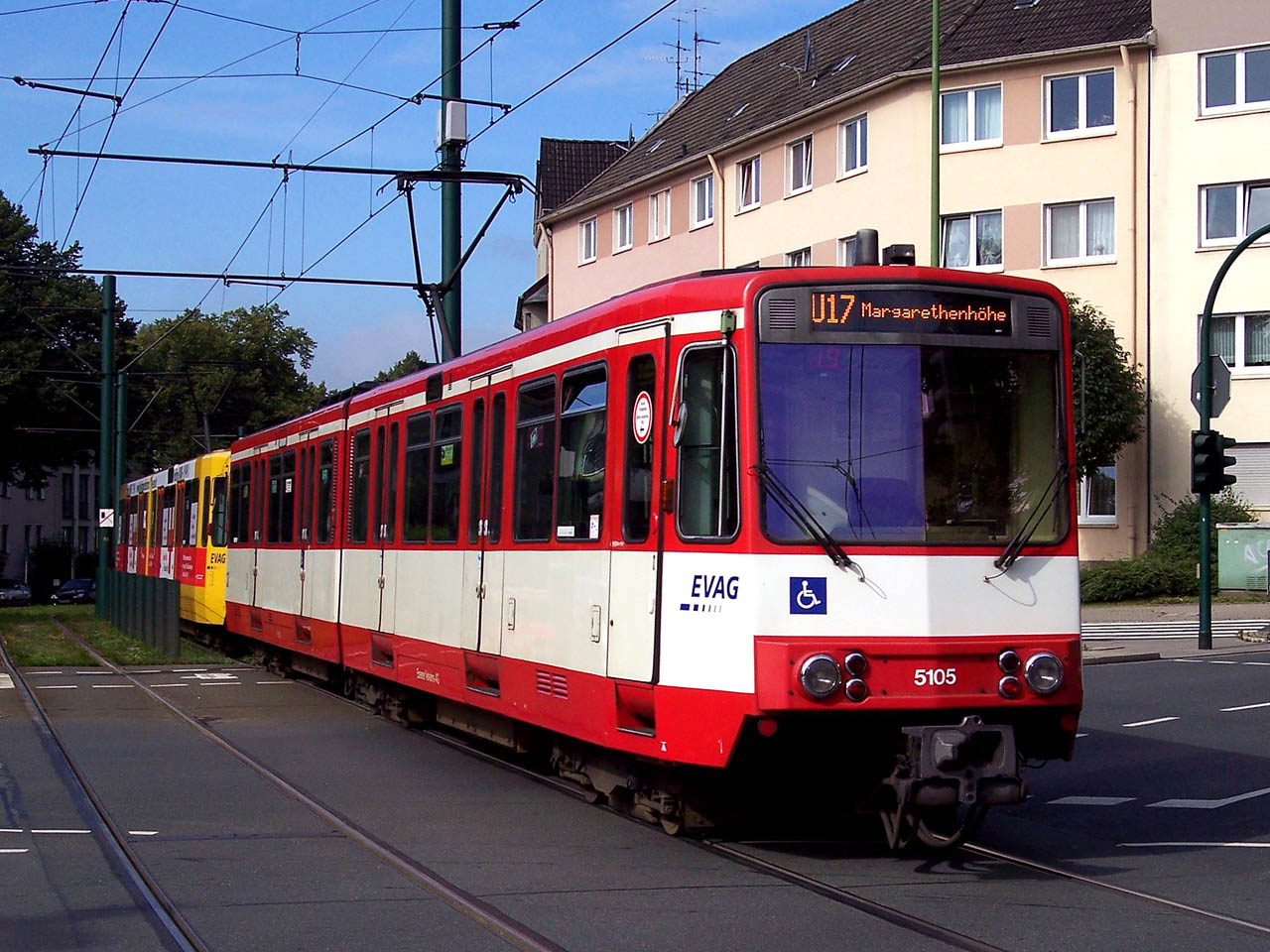
Essen:DUEWAG B na linii U17

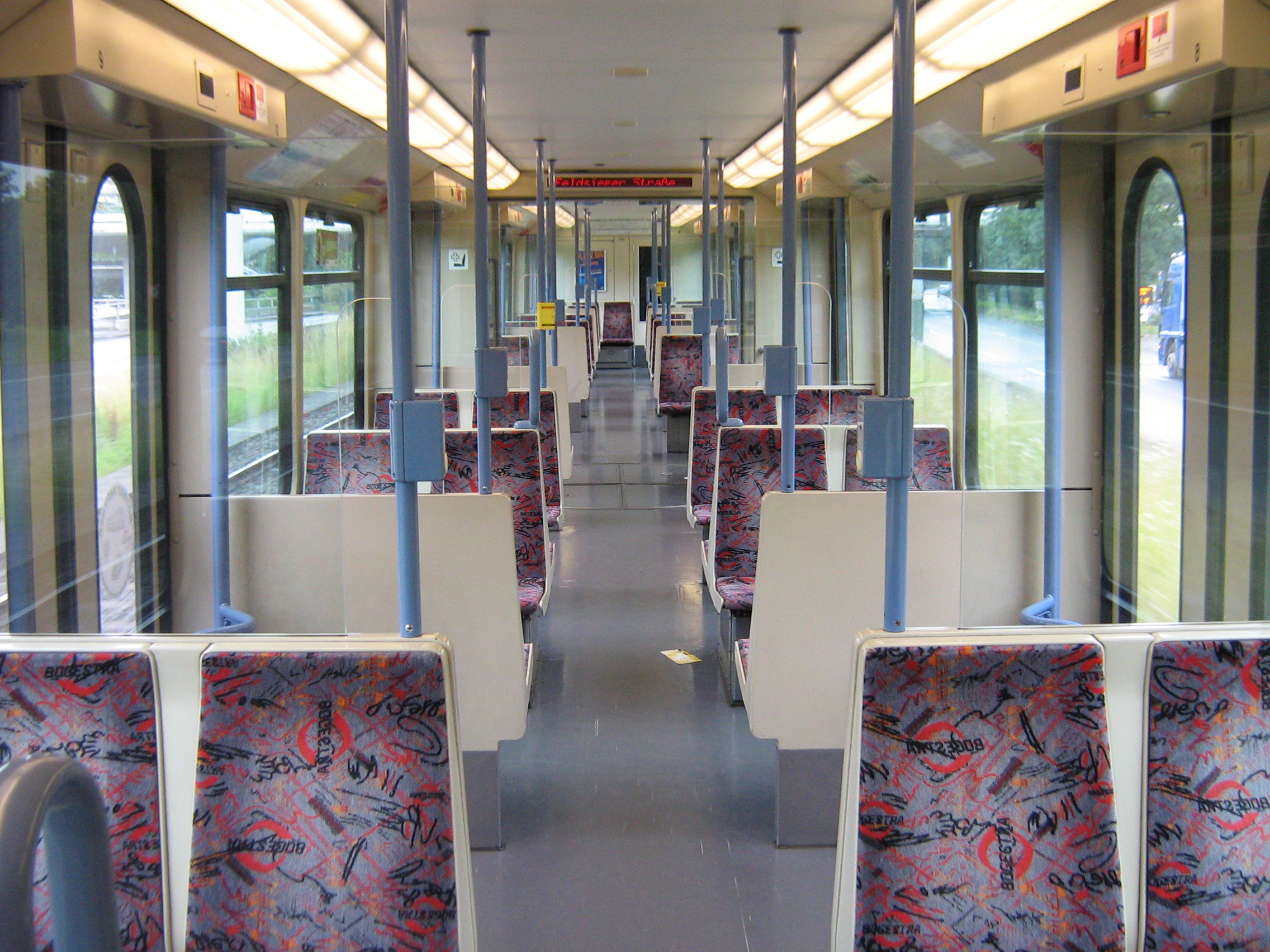
Wnętrze

DUEWAG B – oznaczenie serii wagonów przystosowanych do eksploatacji jako szybki tramwaj. Produkowane były w latach 1973–1999. Autorem projektu i producentem największej liczby wagonów tego typu była firma DUEWAG. Ogólnie wyprodukowano 470 sztuk.

## Konstrukcja
Tramwaje serii B80 i B100 to dwukierunkowe, dwuczłonowe wagony silnikowe, przystosowane do obsługi wysokich peronów. Na lewej i prawej burcie umieszczono 6 par drzwi, przy czym pierwsze i ostatnie są jednopłatowe. Pudło opiera się na trzech dwuosiowych wózkach. Na drugim członie umiejscowiono pantograf nożycowy. Wewnątrz znajdują się tapicerowane fotele, umiejscowione podobnie, jak w polskich pociągach bezprzedziałowych.

## Wersje
Tramwaj produkowany był w dwóch wersjach: 
- B80 – tramwaje tej serii rozwijały prędkość do 80 km/h
- B100 – tramwaje tej serii rozwijały prędkość do 100 km/h

Ponadto dortmundzkie wagony B zostały przebudowane na 8-osiowe poprzez wstawienie dodatkowego, środkowego członu.

## Eksploatacja

### Niemcy
| Miasto              | Typ    | Lata produkcji | Numery                        |
| ------------------- | ------ | -------------- | ----------------------------- |
| Bochum              | B80D   | 1988–1993      | 6001–6025                     |
| Bonn (SWB)          | B100S  | 1973           | 7351                          |
| Bonn (SWB)          | B100S  | 1974–1977      | 7451–7467 7651–7654 7751–7760 |
| Bonn (SWB)          | B100S  | 1984           | 8451–8456                     |
| Bonn (SWB)          | B100T  | 1993           | 9351–9364                     |
| Bonn (SSB)          | B100S  | 1975           | 7571–7578                     |
| Bonn (SSB)          | B100S  | 1983/1984      | 8371–8378 8471                |
| Bonn (SSB)          | B100T  | 1993           | 9371–9376                     |
| Dortmund            | B80C/6 | 1986–1993      | 301–343                       |
| Dortmund            | B80C/8 | 1993–1994      | 344–354                       |
| Dortmund            | B80C/8 | 1998–1999      | 355–364                       |
| Dortmund            | B100S  | 1974           | 401–410                       |
| Düsseldorf          | B80D   | 1981           | 4001–4012                     |
| Düsseldorf          | B80D   | 1986           | 4101–4104                     |
| Düsseldorf          | B80D   | 1986–1990      | 4201–4288                     |
| Duisburg            | B80C   | 1983           | 4701–4714                     |
| Duisburg            | B80C   | 1984           | 4715–4718                     |
| Essen               | B80C   | 1976           | 5101–5111                     |
| Essen               | B80C   | 1978           | 5121–5128                     |
| Essen               | B80C   | 1985           | 5141–5145                     |
| Köln                | B100S  | 1973           | 2001/2                        |
| Köln                | B100S  | 1976           | 2003–2029                     |
| Köln                | B80S   | 1977           | 2030–2049                     |
| Köln                | B100S  | 1978           | 2050–2054                     |
| Köln                | B100S  | 1977           | 2095–2099                     |
| Köln                | B100S  | 1984/1985      | 2101–2122                     |
| Köln                | B100S  | 1986           | 2192–2199                     |
| Köln                | B80D   | 1987–1992      | 2201–2240                     |
| Köln                | B80D   | 1988/1989      | 2251–2260                     |
| Köln                | B80D   | 1993/1994      | 2301–2333                     |
| Mülheim an der Ruhr | B100S  | 1976           | 5012–5016                     |
| Mülheim an der Ruhr | B80S   | 1985           | 5031–5032                     |